# Deflace

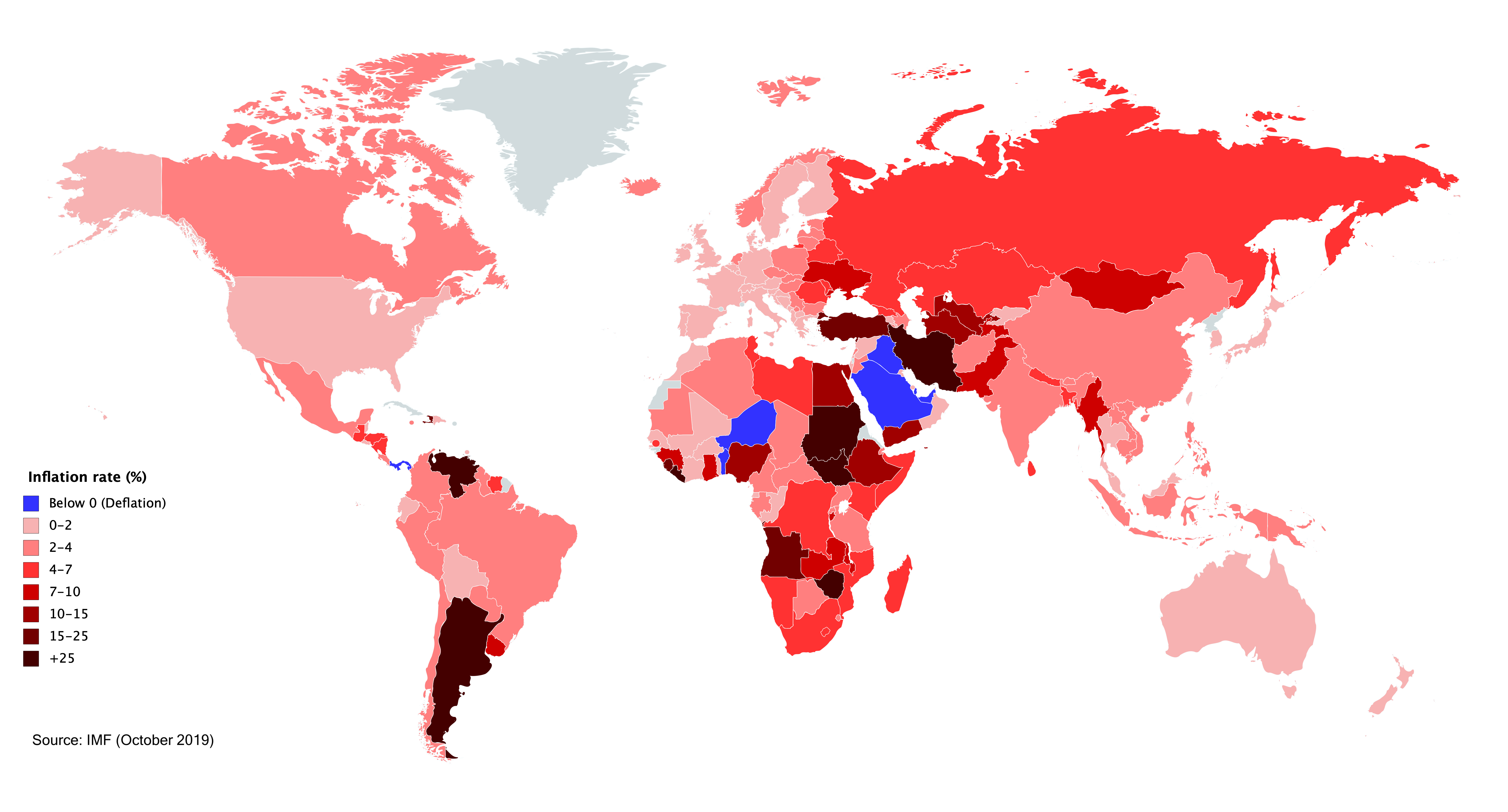
Míra inflace ve světě (2019)

Deflace je absolutní pokles cenové hladiny v ekonomice. Obvykle se měří indexem spotřebitelských cen. Opakem deflace je inflace.

## Příklady z historie
Deflace byla jedním z charakteristických rysů Velké hospodářské krize 30. let 20. století. Irving Fisher (1933) na základě této negativní zkušenosti popsal fenomén dluhové deflace, kdy pokles cenové hladiny zvyšuje reálnou hodnotu dluhů, což dále podrývá poptávku v ekonomice a vede k dalšímu snižování cen a zvýšení reálné dluhové zátěže. Prostřednictvím tohoto mechanismu může tedy deflace velmi negativně ovlivnit nejen makroekonomický vývoj, ale i finanční stabilitu. Za velmi negativní zkušenost s deflací jsou považovány i tzv. dvě ztracené dekády v Japonsku (původně se pojem „ztracená dekáda“ vztahoval na období od roku 1991 do roku 2001 nicméně někteří analytici se snažili zahrnout také dekádu od roku 2001 do roku 2011 a dokonce i dekádu od roku 2011 do roku 2021 pod označením „20 ztracených let“ a „30 ztracených let“, respektive „dvě ztracené dekády“ a „tři ztracené dekády“).

### Deflace v Československu
Na rozdíl od Velké hospodářské krize, která deflaci vyvolala jako důsledek, v meziválečném Československu byla už dříve záměrem měnové politiky. První ministr financí Alois Rašín úspěšně oddělil československou měnu, aby ji uchránil před poválečnou inflací, a stáhl značné množství oběživa. Jako žák Albína Bráfa a přívrženec rakouské školy byl přesvědčen, že základem prosperity je pevná měna a zavedl důslednou deflační politiku. Trval na zlatém standardu a přes varování Karla Engliše se snažil zpevnit kurs koruny k zahraničním měnám právě deflací, a to s úspěchem. Mezi roky 1921 a 1923 se cenová hladina v ČSR snížila o 43 %, jenže export klesl o 53 % a nezaměstnanost vzrostla ze 72 na 207 tisíc osob. Deflační politiku sice parlament už roku 1925 odvolal, vedení Národní banky na ní však dále trvalo, i když za hospodářské krize cena zlata prudce vzrostla a s ní i kurz koruny. Mezi roky 1930 a 1933 se domácí cenová hladina sice snížila o dalších 19 %, export však klesl o 64 % a nezaměstnanost vzrostla ze 105 na 736 tisíc osob. Teprve roku 1934 mohl Engliš prosadit devalvaci koruny o 16 %, což však bylo málo.

## Současná situace
Na rozdíl od inflace k deflaci dochází v současnosti poměrně zřídka, protože se proti jejímu vzniku centrální banky obvykle snaží preventivně bojovat; většinou se vyskytla ve velmi vyspělých zemích[zdroj?] a v některých případech pouze v krátkých časových obdobích[zdroj?]. Krátkodobá deflace nemusí v ekonomice působit nepříznivě. Během deflace spotřebitelé za zboží a služby platí méně, avšak pro výrobce a prodejce se jedná o nevýhodnou pozici, protože podstatně méně inkasují za poskytované výrobky a služby.
Pro otevřenou ekonomiku s velkým podílem zahraničního obchodu může být deflace nebezpečná, protože zlevní i zahraniční měny a tedy dovozové zboží, kdežto vývozní zboží se naopak zdraží. V důsledku toho klesne zahraniční poptávka a vývoz, výrobu pro zahraniční trhy převezme konkurence a ve vlastní zemi vzroste nezaměstnanost. To se ukázalo například při Rašínově deflační politice (viz předchozí odstavec), které bohatší lidé tleskali, protože se zlevnilo cestování, kdežto zejména v pohraničí prudce vzrostla nezaměstnanost a důsledky velké krize 30. let se prohloubily a trvaly déle. Proto dnes centrální banky udržují kurzy cizích měn spíš vysoké, jako to přechodně udělala ČNB a dlouhodobě dělala čínská vláda na podporu exportu.
Pokud deflace trvá příliš dlouho, může se rozvinout až v deflační spirálu či deflační past. Průběh je pak následující: pokles cen vede ke snížení tržeb a případně zisků podnikatelské sféry, která tak musí snižovat náklady. Ovšem snížení nákladů vede k růstu nezaměstnanosti (propouštění pracovníků) nebo ke snížení mzdy zaměstnanců. Oba tyto faktory – růst nezaměstnanosti i pokles mzdy pak sníží poptávku domácnosti po zboží a službách, což tlačí na trhu opět ke snižování cen atd. ve spirále ve stále rychlejším tempu.
Deflační past v reálné ekonomice navyšuje nejistotu při ekonomickém rozhodování a přímo ovlivňuje alokaci dalšího kapitálu (zejména investice). Postupně dochází k narušení distribučních a logistických procesů, ekonomický potenciál je vyšší než využívaná část a řada výrobních kapacit se stává nadbytečnými. V peněžní ekonomice pak klesají ceny aktiv s prudkým dopadem na akciové trhy. Nevytváří se peněžní zásoba a úvěrová emise bank je velmi nízká.

## Různé pohledy na deflaci
Rakouská škola na deflaci hledí odlišným způsobem. Deflace podle ní nemůže mít zdaleka tak negativní důsledky, jak se dnes běžně tvrdí, protože ještě před počátkem dvacátého století byla zcela běžným jevem. A přesto tehdy západní země zažívaly dlouhé období hospodářského růstu. Důvod, proč tomu tak dnes není, je třeba hledat v odlišných měnových standardech. Jakékoliv komoditní peníze, například zlatý standard, neumožňují prakticky inflační měnovou politiku, protože jediným způsobem, jak zvyšovat množství peněz v oběhu je relativně náročná těžba měnového kovu. Jakmile však byla přetržena vazba mezi komoditou a penězi, když se pouhý papír stal měnou, neexistují už pro monetární expanzi žádná fyzická omezení. Je možné vyrobit přesně tolik peněz, kolik chce centrální banka.
Zatímco keynesiánci monetární expanzi za jistých podmínek doporučovali (viz Phillipsova křivka), monetaristé již byli mnohem opatrnější, hovořili o nízké a stabilní inflaci. V rakouském pojetí je inflace pouhým přerozdělováním a jde o vždy negativní jev, jehož důsledkem je hospodářský cyklus.
Kritickou otázkou, kterou každá z těchto škol řeší odlišně, je správné množství peněz:
- John Maynard Keynes připouštěl monetární expanzi jako prostředek pro podporu agregátní poptávky (ačkoli preferoval expanzi fiskální). (zastánce pobídek)
- Milton Friedman se klonil k názoru, že měnovou zásobu lze zvyšovat nanejvýše tak rychle, jak roste hrubý domácí produkt: Tím má být zaručena stabilita cenové hladiny. (udržování konstantních cen, tedy intervencí)
- Ludwig von Mises byl zastáncem tvrzení, že každé množství peněz je stejně dobré jako libovolné jiné, hlavně pokud se příliš nemění (tržní ceny musí mít možnost se měnit, s efektivitou výroby i klesat)

Různé ekonomické školy tudíž dávají na tutéž otázku odlišné odpovědi. Na jediné se proto dosud celá profese nemůže shodnout. Nicméně naprostá většina centrálních bank vyspělého světa má v rámci měnové politiky za úkol udržovat nízkou stabilní inflaci, tedy provádí inflační cílování.

## Strategie pro boj s deflací
Pro boj s deflací mohou vlády a centrální banky použít řadu nástrojů:
1. Monetární stimuly: Centrální banky mohou snižovat úrokové sazby nebo provádět kvantitativní uvolňování k zvýšení peněžní zásoby a podpoře výdajů.
2. Fiskální stimuly: Vlády mohou zvýšit výdaje nebo snížit daně, aby stimulovaly poptávku.
3. Regulační změny: Zlepšení podnikatelského prostředí může podpořit investice a spotřebitelské výdaje.[11]